# Xã Fertile, Quận Mountrail, Bắc Dakota
Xã Fertile (tiếng Anh: Fertile Township) là một xã thuộc quận Mountrail, tiểu bang Bắc Dakota, Hoa Kỳ. Năm 2010, dân số của xã này là 68 người.